# U-20-Fußball-Weltmeisterschaft der Frauen 2018
Die U-20-Fußball-Weltmeisterschaft der Frauen 2018 (offiziell 2018 FIFA U-20 Women’s World Cup) war  die neunte Ausspielung dieses Wettbewerbs für Fußballspielerinnen unter 20 Jahren. Sie fand von 5. bis 24. August 2018 in der Bretagne in Frankreich statt. Am Turnier nahmen 16 Mannschaften teil, die zunächst in vier Gruppen und danach im K.-o.-System gegeneinander antraten. Titelverteidigerinnen waren die nordkoreanischen Frauen, die bereits im Viertelfinale ausschieden. Neuer Titelträger ist Japan, das den Titel zum ersten Mal gewann, womit die asiatischen Mannschaften mit den europäischen und nordamerikanischen Mannschaften gleichzogen und nun ebenfalls drei Sieger stellen.

## Teilnehmer
Folgende Teilnehmer hatten sich qualifiziert:
| 5 aus Europa                        | Deutschland | England  | Frankreich | Niederlande* | Spanien |
| 3 aus Asien                         | China       | Japan    | Nordkorea  |              |         |
| 3 aus Nord-, Mittelamerika, Karibik | Haiti*      | Mexiko   | USA        |              |         |
| 2 aus Afrika                        | Ghana       | Nigeria  |            |              |         |
| 2 aus Südamerika                    | Brasilien   | Paraguay |            |              |         |
| 1 aus Ozeanien                      | Neuseeland  |          |            |              |         |

* Erstteilnahme.

## Spielorte
Der ausrichtende Landesverband FFF hatte in Abstimmung mit der FIFA folgende Orte und Stadien bestimmt, die jeweils in einem der vier bretonischen Départements liegen:
- Concarneau (Stade Guy Piriou) im Département Finistère
- Dinan/Léhon (Stade Le Clos Gastel) im Département Côtes-d’Armor
- Saint-Malo (Stade Marville) im Département Ille-et-Vilaine
- Vannes (Stade de la Rabine) im Département Morbihan (Eröffnungsspiel, beide Halbfinalpartien und Endspiel)

Auch das offizielle Wettbewerbslogo betonte diese Region, indem darauf ein stilisierter Leuchtturm, Triskele und Hermeline sowie die schwarz-weißen Streifen der bretonischen Flagge im Zentrum stehen. Zudem wurden mit Camille Abily, Eugénie Le Sommer und Griedge Mbock Bathy drei Fußballerinnen als offizielle Turnierbotschafterinnen benannt, die biographisch oder sportlich mit der Bretagne verbunden sind.
Die FFF hatte vorgeschlagen, die 16 teilnehmenden Mannschaften während der gesamten Turnierdauer entsprechend der Idee eines olympischen Dorfes gemeinsam zentral auf dem Universitäts-Campus de Beaulieu in Rennes unterzubringen. Die FIFA bevorzugte allerdings die Unterbringung in unterschiedlichen, von ihr zu buchenden Hotels.

## Auslosung
Die Auslosung der vier Vorrundengruppen war am 8. März 2018 im Opernhaus von Rennes erfolgt. Dieser Termin war von den Veranstaltern bewusst ausgewählt worden – es handelt sich um den Internationalen Frauentag. Gastgeber Frankreich wurde dafür als Kopf der Vorrundengruppe A gesetzt. Es finden immer zwei Spiele als Doppelveranstaltung im selben Stadion statt.
Die qualifizierten Mannschaften wurden, sortiert nach ihren Ergebnissen der letzten fünf Jahre, in vier Lostöpfe eingeteilt. In jeder Vorrundengruppe sollte ein Teilnehmer aus jedem Topf vertreten sein; außerdem wurde darauf geachtet, dass nicht zwei Teams aus demselben Kontinentalverband in die gleiche Gruppe gelost wurden – mit Ausnahme der UEFA-Vertreter, weil Europa fünf Teilnehmer an dieser Weltmeisterschaftsendrunde stellte.
- Topf 1: Frankreich, Deutschland, Japan, Nordkorea
- Topf 2: Mexiko, Neuseeland, Nigeria, USA
- Topf 3: Brasilien, China, Ghana, Spanien
- Topf 4: England, Haiti, Niederlande, Paraguay

Die Loskugeln wurden von vier Sportlern aus der Bretagne gezogen, darunter der Fußballerin Camille Abily.

## Gruppenspiele

### Regularien
In den Gruppen spielte jeweils jede Mannschaft gegen jede andere. Für einen Sieg gab es drei, für ein Unentschieden einen Punkt. Am Ende der Gruppenspiele wurde die Tabellenreihenfolge nach folgenden Kriterien ermittelt, wobei die beiden Erstplatzierten sich für das Viertelfinale qualifizierten, während das Turnier für die Dritten und Vierten beendet war:
1. Zahl der Punkte aus allen drei Begegnungen
2. Tordifferenz aus allen drei Begegnungen
3. Zahl der erzielten Treffer aus allen drei Begegnungen
4. Zahl der Punkte aus den Begegnungen zwischen den Frauschaften, die nach den vorangehenden Kriterien Gleichstand aufweisen
5. Tordifferenz aus den Begegnungen zwischen den Frauschaften, die nach den vorangehenden Kriterien Gleichstand aufweisen
6. Zahl der erzielten Treffer in den Begegnungen zwischen den Frauschaften, die nach den vorangehenden Kriterien Gleichstand aufweisen
7. Zahl der gelben und roten Karten in allen Spielen („Fair-Play-Wertung“)
8. Losen durch das Organisationskomitee

Letztlich kamen nur die ersten beiden Kriterien zur Anwendung, wobei das 2. Kriterium lediglich in Gruppe D über die Platzierung der punktgleichen Mannschaften aus China und Nigeria entschied.

### Gruppe A
| Pl. | Land        | Sp. | S | U | N | Tore    | Diff. | Punkte |
| --- | ----------- | --- | - | - | - | ------- | ----- | ------ |
| 1.  | Frankreich  | 3   | 2 | 1 | 0 | 008:100 | +7    | 07     |
| 2.  | Niederlande | 3   | 2 | 0 | 1 | 006:500 | +1    | 06     |
| 3.  | Ghana       | 3   | 1 | 0 | 2 | 002:800 | −6    | 03     |
| 4.  | Neuseeland  | 3   | 0 | 1 | 2 | 001:300 | −2    | 01     |

|                                                               |   |             |           |
| 5. August 2018 um 16:30 Uhr in Vannes (Stade de la Rabine)    |   |             |           |
| Neuseeland                                                    | – | Niederlande | 1:2 (1:1) |
| 5. August 2018 um 19:30 Uhr in Vannes (Stade de la Rabine)    |   |             |           |
| Frankreich                                                    | – | Ghana       | 4:1 (3:0) |
| 8. August 2018 um 16:30 Uhr in Vannes (Stade de la Rabine)    |   |             |           |
| Niederlande                                                   | – | Ghana       | 4:0 (3:0) |
| 8. August 2018 um 19:30 Uhr in Vannes (Stade de la Rabine)    |   |             |           |
| Frankreich                                                    | – | Neuseeland  | 0:0       |
| 12. August 2018 um 16:30 Uhr in Saint-Malo (Stade Marville)   |   |             |           |
| Niederlande                                                   | – | Frankreich  | 0:4 (0:3) |
| 12. August 2018 um 16:30 Uhr in Concarneau (Stade Guy-Piriou) |   |             |           |
| Ghana                                                         | – | Neuseeland  | 1:0 (0:0) |

### Gruppe B
| Pl. | Land      | Sp. | S | U | N | Tore    | Diff. | Punkte |
| --- | --------- | --- | - | - | - | ------- | ----- | ------ |
| 1.  | England   | 3   | 2 | 1 | 0 | 010:300 | +7    | 07     |
| 2.  | Nordkorea | 3   | 2 | 0 | 1 | 005:500 | ±0    | 06     |
| 3.  | Mexiko    | 3   | 1 | 0 | 2 | 005:100 | −5    | 03     |
| 4.  | Brasilien | 3   | 0 | 1 | 2 | 004:600 | −2    | 01     |

|                                                                   |   |           |           |
| 5. August 2018 um 13:30 Uhr in Dinan-Léhon (Stade Le Clos Gastel) |   |           |           |
| Mexiko                                                            | – | Brasilien | 3:2 (1:2) |
| 5. August 2018 um 16:30 Uhr in Dinan-Léhon (Stade Le Clos Gastel) |   |           |           |
| Nordkorea                                                         | – | England   | 1:3 (0:1) |
| 8. August 2018 um 13:30 Uhr in Dinan-Léhon (Stade Le Clos Gastel) |   |           |           |
| Brasilien                                                         | – | England   | 1:1 (0:1) |
| 8. August 2018 um 16:30 Uhr in Dinan-Léhon (Stade Le Clos Gastel) |   |           |           |
| Nordkorea                                                         | – | Mexiko    | 2:1 (1:1) |
| 12. August 2018 um 13:30 Uhr in Saint-Malo (Stade Marville)       |   |           |           |
| England                                                           | – | Mexiko    | 6:1 (0:1) |
| 12. August 2018 um 13:30 Uhr in Concarneau (Stade Guy-Piriou)     |   |           |           |
| Brasilien                                                         | – | Nordkorea | 1:2 (0:1) |

### Gruppe C
| Pl. | Land     | Sp. | S | U | N | Tore    | Diff. | Punkte |
| --- | -------- | --- | - | - | - | ------- | ----- | ------ |
| 1.  | Spanien  | 3   | 2 | 1 | 0 | 007:300 | +4    | 07     |
| 2.  | Japan    | 3   | 2 | 0 | 1 | 007:100 | +6    | 06     |
| 3.  | USA      | 3   | 1 | 1 | 1 | 008:300 | +5    | 04     |
| 4.  | Paraguay | 3   | 0 | 0 | 3 | 001:160 | −15   | 0      |

|                                                                    |   |          |           |
| 6. August 2018 um 16:30 Uhr in Concarneau (Stade Guy-Piriou)       |   |          |           |
| Paraguay                                                           | – | Spanien  | 1:4 (0:1) |
| 6. August 2018 um 19:30 Uhr in Concarneau (Stade Guy-Piriou)       |   |          |           |
| USA                                                                | – | Japan    | 0:1 (0:0) |
| 9. August 2018 um 16:30 Uhr in Concarneau (Stade Guy-Piriou)       |   |          |           |
| Spanien                                                            | – | Japan    | 1:0 (1:0) |
| 9. August 2018 um 19:30 Uhr in Concarneau (Stade Guy-Piriou)       |   |          |           |
| USA                                                                | – | Paraguay | 6:0 (3:0) |
| 13. August 2018 um 13:30 Uhr in Vannes (Stade de la Rabine)        |   |          |           |
| Japan                                                              | – | Paraguay | 6:0 (4:0) |
| 13. August 2018 um 13:30 Uhr in Dinan-Léhon (Stade Le Clos Gastel) |   |          |           |
| Spanien                                                            | – | USA      | 2:2 (2:0) |

### Gruppe D
| Pl. | Land        | Sp. | S | U | N | Tore    | Diff. | Punkte |
| --- | ----------- | --- | - | - | - | ------- | ----- | ------ |
| 1.  | Deutschland | 3   | 3 | 0 | 0 | 006:200 | +4    | 09     |
| 2.  | Nigeria     | 3   | 1 | 1 | 1 | 002:200 | ±0    | 04     |
| 3.  | China       | 3   | 1 | 1 | 1 | 003:400 | −1    | 04     |
| 4.  | Haiti       | 3   | 0 | 0 | 3 | 003:600 | −3    | 0      |

|                                                                    |   |             |           |
| 6. August 2018 um 13:30 Uhr in Saint-Malo (Stade Marville)         |   |             |           |
| Nigeria                                                            | – | Deutschland | 0:1 (0:0) |
| 6. August 2018 um 16:30 Uhr in Saint-Malo (Stade Marville)         |   |             |           |
| Haiti                                                              | – | China       | 1:2 (0:1) |
| 9. August 2018 um 13:30 Uhr in Saint-Malo (Stade Marville)         |   |             |           |
| Deutschland                                                        | – | China       | 2:0 (2:0) |
| 9. August 2018 um 16:30 Uhr in Saint-Malo (Stade Marville)         |   |             |           |
| Haiti                                                              | – | Nigeria     | 0:1 (0:1) |
| 13. August 2018 um 16:30 Uhr in Dinan-Léhon (Stade Le Clos Gastel) |   |             |           |
| China                                                              | – | Nigeria     | 1:1 (1:0) |
| 13. August 2018 um 16:30 Uhr in Vannes (Stade de la Rabine)        |   |             |           |
| Deutschland                                                        | – | Haiti       | 3:2 (1:0) |

## Finalrunde

### Viertelfinale
|                                                               |   |            |           |
| 16. August 2018 um 16:00 Uhr in Concarneau (Stade Guy-Piriou) |   |            |           |
| Spanien                                                       | – | Nigeria    | 2:1 (2:0) |
| 16. August 2018 um 19:30 Uhr in Concarneau (Stade Guy-Piriou) |   |            |           |
| Frankreich                                                    | – | Nordkorea  | 1:0 (1:0) |
| 17. August 2018 um 16:00 Uhr in Vannes (Stade de la Rabine)   |   |            |           |
| England                                                       | – | Niederland | 2:1 (2:1) |
| 17. August 2018 um 19:30 Uhr in Vannes (Stade de la Rabine)   |   |            |           |
| Deutschland                                                   | – | Japan      | 1:3 (0:0) |

### Halbfinale
|                                                             |   |            |           |
| 20. August 2018 um 16:00 Uhr in Vannes (Stade de la Rabine) |   |            |           |
| England                                                     | – | Japan      | 0:2 (0:2) |
| 20. August 2018 um 19:30 Uhr in Vannes (Stade de la Rabine) |   |            |           |
| Spanien                                                     | – | Frankreich | 1:0 (0:0) |

### Spiel um Platz 3
|                                                             |   |            |                      |
| 24. August 2018 um 16:00 Uhr in Vannes (Stade de la Rabine) |   |            |                      |
| England                                                     | – | Frankreich | 1:1 (0:0), 4:2 i. E. |

### Finale
|                                                             |   |         |           |
| 24. August 2018 um 19:30 Uhr in Vannes (Stade de la Rabine) |   |         |           |
| Japan                                                       | – | Spanien | 3:1 (1:0) |

## Schiedsrichterinnen
Die FIFA hat 15 Schiedsrichterinnen sowie 30 Linienrichterinnen aus allen sechs Kontinentalverbänden benannt.
| Kontinentalverband | Schiedsrichterinnen                                                                         | Schiedsrichterassistentinnen |
| ------------------ | ------------------------------------------------------------------------------------------- | --- |
| AFC                | - Kate Jacewicz - Qin Liang - Ri Hyang-ok                                                   | - Renae Coghill - Fang Yan - Cui Yongmei - Uvena Fernandes - Hong Kum-nyo - Kim Kyoung-min                                                                                                |
| CAF                | - Lidya Tafesse Abebe - Gladys Lengwe                                                       | - Mary Njoroge - Lidwine Rakotozafinoro - Bernadettar Kwimbira - Queency Victoire |
| CONCACAF           | - Melissa Borjas - Carol Chenard                                                            | - Shirley Perelló - Chantal Boudreau - Yudilia Briones - Kathryn Nesbitt |
| CONMEBOL           | - Edina Alves Batista - Claudia Umpiérrez                                                   | - Neuza Back - Tatiane Sacilotti - Mónica Amboya - Luciana Mascaraña |
| OFC                | - Anna-Marie Keighley                                                                       | - Maria Salamasina - Lata Kaumatule |
| UEFA               | - Bibiana Steinhaus - Stéphanie Frappart - Esther Staubli - Jana Adámková - Kateryna Monsul | - Katrin Rafalski - Sian Massey - Manuela Nicolosi - Chrysoula Kourompylia - Michelle O’Neill - Sanja Rođak-Karšić - Petruța Iugulescu - Susanne Küng - Belinda Pierre - Maryna Strilezka |

## Beste Torschützinnen
Insgesamt konnten sich 52 Spielerinnen mit mindestens einem Tor in die Torschützinnenliste eintragen. Bei identischer Trefferzahl zählen zunächst die Torvorlagen und danach gegebenenfalls die Einsatzminuten zur Differenzierung.
| Rang | Spielerin         | Tore | Vor- lagen | Eins.- Min. |
| ---- | ----------------- | ---- | ---------- | ----------- |
| 1    | Patricia Guijarro | 6    | 3          | 540         |
| 2    | Georgia Stanway   | 6    | 0          | 521         |
| 3    | Saori Takarada    | 5    | 3          | 475         |
| 4    | Riko Ueki         | 5    | 1          | 461         |
| 5    | Emelyne Laurent   | 4    | 1          | 462         |
| 6    | Amélie Delabre    | 4    | 0          | 246         |
| 7    | Savannah Demelo   | 4    | 0          | 253         |
| 8    | Jacqueline Ovalle | 4    | 0          | 261         |
| 9    | Lauren Hemp       | 3    | 3          | 486         |
| 10   | Fenna Kalma       | 3    | 2          | 338         |
| …    |                   |      |            |             |
| 17   | Laura Freigang    | 2    | 0          | 304         |
| …    |                   |      |            |             |
| 20   | Stefanie Sanders  | 1    | 1          | 164         |
| …    |                   |      |            |             |
| 22   | Klara Bühl        | 1    | 1          | 220         |
| 23   | Giulia Gwinn      | 1    | 1          | 315         |
| …    |                   |      |            |             |
| 28   | Kristin Kögel     | 1    | 0          | 099         |
| …    |                   |      |            |             |
| 42   | Janina Minge      | 1    | 0          | 315         |

29 weitere Spielerinnen mit einem Tor.
Zudem ein Eigentor durch die Chinesin Dou Jiaxing, das in anderen Quellen als Tor der Nigerianerin Rasheedat Ajibade geführt wird, die damit zwei Tore erzielt hätte.

## Besonderheiten
- Die USA schieden erstmals in der Vorrunde aus.
- Erstmals erreichte keiner der vorherigen Weltmeister (Deutschland, Nordkorea und USA) das Halbfinale.
- England und Spanien erreichten erstmals das Halbfinale, Japan und Spanien erstmals das Finale.
- Erstmals erreichte keine Mannschaft der CONCACAF das Viertelfinale.

## Nachweise und Anmerkungen
1. ↑  „U-20-Weltmeisterschaft 2018: Das Logo wurde in Rennes vorgestellt“ vom 23. September 2017 bei footofeminin.fr
2. ↑  Artikel „U-20-Weltmeisterschaft 2018: Die vier Städte sind festgelegt“ vom 9. September 2017 bei footofeminin.fr
3. ↑  Artikel „Stadien inspiziert und Auslosungstermin festgelegt (Memento vom 19. Januar 2018 im Internet Archive)“ vom 7. November 2017 bei fr.fifa.com
4. ↑  „Die Lostöpfe sind bekannt“ vom 6. März 2018 bei footofeminin.fr
5. ↑  FIFA U-20 Women's World Cup France 2018 Appointments of Match Officials. FIFA.com, abgerufen am 30. Oktober 2022 (englisch).
6. ↑  nach der Torschützenstatistik (Memento vom 10. August 2018 im Internet Archive) bei fifa.com
7. ↑  China - Nigeria 1:1 (1:0)